# Elijahu Inbal
Elijahu Inbal (hebrejsky אליהו ענבל , nar. 16. února 1936 v Jeruzalémě) je izraelský dirigent. V sezóně 2009/2010 nastoupil po Zdeňku Mácalovi na místo šéfdirigenta České filharmonie, kde působil do roku 2011.

## Biografie
Eliahu Inbal začal svá studia na hudební akademii v Jeruzalémě v oborech hra na housle a skladba. Po doporučení Leonarda Bernsteina získal stipendium na pařížské konzervatoři na obor dirigování, kde navštěvoval mimo jiné mistrovské kurzy Sergiu Celibidacheho. V roce 1962 vyhrál první ročník mezinárodní dirigentské soutěže Guida Cantanelliho, což mu otevřelo dveře pro velikou kariéru. Od té doby hostoval u mnoha světoznámých orchestrů.
V letech 1974 až 1990 působil jako šéfdirigent Symfonického orchestru frankfurtského rozhlasu, se kterým získal ocenění za nahrávky celého symfonického díla Gustava Mahlera, Antona Brucknera a Hectora Berlioze.
V letech 1984 až 1987 byl zároveň šéfdirigentem benátského Teatro La Fenice.
Od roku 1996 do roku 2001 působil jako šéfdirigent Orchestra Nazionale della RAI v Turíně.
Mezi lety 2001 a 2006 byl šéfdirigentem Berlínského symfonického orchestru, od září 2007 se opět stal šéfdirigentem Teatro La Fenice.
V roce 2009 se stal šéfdirigentem České filharmonie, kde působil do roku 2011.